# Allison Brock
Allison Brock (Honolulu, 7 de diciembre de 1979) es una jinete estadounidense que compite en la modalidad de doma.
Participó en los Juegos Olímpicos de Río de Janeiro 2016, obteniendo una medalla de bronce en la prueba por equipos (junto con Kasey Perry-Glass, Steffen Peters y Laura Graves).

## Palmarés internacional
| Juegos Olímpicos | Juegos Olímpicos        | Juegos Olímpicos  | Juegos Olímpicos |
| Año              | Lugar                   | Medalla           | Categoría        |
| ---------------- | ----------------------- | ----------------- | ---------------- |
| 2016             | Río de Janeiro (Brasil) | Medalla de bronce | Por equipos      |